# Фалькенштайн (Нижняя Австрия)
Фалькенштайн (нем. Falkenstein (Niederösterreich)) — ярмарочная коммуна (нем. Marktgemeinde) в Австрии, в федеральной земле Нижняя Австрия. 
Входит в состав округа Мистельбах.  Население составляет 470 человек (на 31 декабря 2005 года).
Официальный код  —  31608.

## География
Занимает площадь 19,17 км².

## Политическая ситуация
Бургомистр коммуны — Альфред Шустер (АНП) по результатам выборов 2005 года.
Совет представителей коммуны (нем. Gemeinderat) состоит из 13 мест:
- АНП занимает 11 мест.
- СДПА занимает 1 место.
- Партия UBF занимает 1 место.